# Ostracoberyx
El género Ostracoberyx es el único de la familia Ostracoberycidae, una familia de peces marinos incluida en el orden Perciformes. Se distribuyen por las aguas profundas a más de 200 m del océano Índico y oeste del océano Pacífico.
Recientes estudios sugirieron un nuevo nombre para esta familia.

## Morfología
Tienen como característica distintiva una prominente espina extendiéndose hacia atrás desde el borde inferior del preopérculo, así como dos aletas dorsales separadas.

## Especies
Existen tres especies agrupadas en este género y familia:
- Ostracoberyx dorygenys (Fowler, 1934)
- Ostracoberyx fowleri (Matsubara, 1939)
- Ostracoberyx paxtoni (Quéro y Ozouf-Costaz, 1991)